# 圆锥石头花
圆锥石头花（学名：Gypsophila paniculata），別名满天星、宿根滿天星、 锥花丝石竹、圆锥花丝石竹、丝石竹、锥花霞草，为石竹科石头花属的植物。原產於中東歐，多生在固定沙丘石质山坡、河滩、草地或农田中。它作為一種觀賞植物引入世界其他地區，但在美國等地成為入侵物種。